# Тимьян яйцевидный
Thymus pulegioides subsp. pulegioides — подвид многолетних растений вида Тимьян блошиный (Thymus pulegioides) из рода Тимьян (Thymus) семейства Яснотковые (Lamiaceae). В ботанических источниках встречается под устаревшим синонимичным названием Тимьян яйцевидный (Thymus ovatus), переводом современного латинского именования является Тимьян блошиный подвид блошиный.

## Ботаническое описание
Многолетний кустарничек. Стволики достаточно толстые, короткие, слабо одревесневающие лишь у основания, оканчиваются плодущими побегами. Бесплодные побеги только боковые, не полегают. Цветоносные ветви вертикальные или приподнимающиеся, 10-20 см высотой, четырёхгранные, коротко опушенные по рёбрам.
Листья короче междоузлий, короткочерешковые, яйцевидные или широко эллиптические с клиновидным основанием. Длина 10-12 мм с черешком, ширина — 5 мм. Край полностью или до 1/3 листовой пластинки реснитчатый, поверхности листа голые.
Соцветие головчатое, к концу цветения вытянутое, с несколькими (до 6-9) раздвинутыми кольцами, до 10-18 см длиной, часто разветвленное. Чашечка ширококолокольчатая, при цветении 3,5 мм, при плодах до 4,5 мм.
Венчик 4-6 мм длиной, с вытянутой трубкой, снаружи голый, лиловой окраски.
Плод — орешки 0,6-0,8 мм длиной и около 0,5 мм шириной.
Хромосомное число 2n = 28.

## Распространение и экология
Ареал охватывает Среднюю и Атлантическую Европу, юг Скандинавии, Прибалтику, Закарпатье, горные районы Средиземноморья. В России встречается в Европейской части, вид включен в ботанический атлас растений Ленинградской области.
Произрастает на опушках лиственных лесов и на лугах.

## Классификация

### Таксономия
Thymus pulegioides subsp. pulegioides L., 1753, Sp. Pl. : 592
Таксон Тимьян блошиный подвид блошиный относится к виду Тимьян блошиный (Thymus pulegioides) рода Тимьян (Thymus) семейства Яснотковые (Lamiaceae) порядка Ясноткоцветные (Lamiales). Таксономическая схема в соответствии с Системой APG IV по состоянию на декабрь 2023 года:
|  |                                      |  |                                   |                                   |                      |  | ещё 23 семейства | ещё 23 семейства |                     |  |  |  | еще 340 подтвержденных видов и 182 таксона, ожидающих подтверждения | еще 340 подтвержденных видов и 182 таксона, ожидающих подтверждения |  |  |
|  |                                      |  |                                   |                                   |                      |  | ещё 23 семейства | ещё 23 семейства |                     |  |  |  | еще 340 подтвержденных видов и 182 таксона, ожидающих подтверждения | еще 340 подтвержденных видов и 182 таксона, ожидающих подтверждения |  |  |
|  |                                      |  |                                   | порядок Ясноткоцветные            |                      |  |                  |                  | род Тимьян          |  |  |  |                                                                     | Тимьян блошиный подвид блошиный                                     |  |  |
|  |                                      |  |                                   | порядок Ясноткоцветные            |                      |  |                  |                  | род Тимьян          |  |  |  |                                                                     | Тимьян блошиный подвид блошиный                                     |  |  |
|  | отдел Цветковые, или Покрытосеменные |  |                                   |                                   | семейство Яснотковые |  |                  |                  | вид Тимьян блошиный |  |  |  |                                                                     |                                                                     |  |  |
|  | отдел Цветковые, или Покрытосеменные |  |                                   |                                   |                      |  |                  |                  |                     |  |  |  |                                                                     |                                                                     |  |  |
|  |                                      |  | ещё 63 порядка цветковых растений | ещё 63 порядка цветковых растений |                      |  |                  | ещё 268 родов    | ещё 268 родов       |  |  |  | еще 4 внутривидовых таксона                                         |                                                                     |  |  |
|  |                                      |  |                                   | ещё 63 порядка цветковых растений |                      |  |                  |                  | ещё 268 родов       |  |  |  |                                                                     |                                                                     |  |  |

### Синонимы
- Serpyllum chamaedrys Fourr.
- Serpyllum lanuginosum Fourr.
- Thymus alpestris var. praeflorens Ronniger
- Thymus callitrichifolius Sennen
- Thymus chamaedrys Fr.
- Thymus chamaedrys var. parvifolius Opiz ex Borbás
- Thymus delicatulus Sennen
- Thymus flexicaulis Sennen
- Thymus glaber Mill.
- Thymus glabratus Hoffmanns. & Link
- Thymus istriacus Braun
- Thymus juranyianus Borbás
- Thymus lanuginosus Mill.
- Thymus mughicola Dalla Torre
- Thymus oreus Charb.
- Thymus ovatus Mill. - Тимьян яйцевидный
- Thymus pallens Opiz ex Déségl.
- Thymus praeflorens (Ronniger) G.H.Loos
- Thymus pulegioides f. halensis (Lyka) P.Schmidt
- Thymus pulegioides subsp. similialpestris M.Debray
- Thymus pulegioides subvar. armoricanus Debray
- Thymus pulegioides subvar. courcellei Debray
- Thymus pulegioides subvar. espeyracensis Debray
- Thymus pulegioides subvar. godardii Debray
- Thymus pulegioides subvar. meduanensis Debray
- Thymus pulegioides var. adscendens (Wimmer & Grab.) Čáp
- Thymus pulegioides var. alsaticus Debray
- Thymus pulegioides var. calciphilus Debray
- Thymus pulegioides var. parvifolius (Opiz ex Borbás) P.A.Schmidt
- Thymus pulegioides var. praeflorens (Ronniger) P.A.Schmidt
- Thymus pulegioides var. retzianus Debray
- Thymus pulegioides var. scleroderma Briq. ex Debray
- Thymus pulegioides var. toutonii Debray
- Thymus pulegioides var. verbanensis Ronniger ex Debray
- Thymus pulegioides var. viridis (Čelak.) P.A.Schmidt
- Thymus serpyllum subsp. jaquetianus (Ronniger) O.Bolòs & Vigo
- Thymus ucrainicus (Klokov & Des.-Shost.) Klokov